# 德安航空
德安航空股份有限公司（Daily Air Corporation）為臺灣的國籍民用航空運輸業者，同時具備普通航空業執照和民用航空業執照，且為國內唯一同時經營直昇機與飛機航線的營運業者，以「安全、舒適、快捷」之經營理念提供飛航服務。直升機機隊主要以緊急醫療運送、吊掛作業、物資運補、空中照測、救災、地質測繪、私人包機和政府委託任務。飛機固定航線主要經營國內偏遠離島航班，以維繫離島的飛航服務。
目前，德安航空於台北松山機場、高雄國際機場、台東機場、綠島機場、蘭嶼機場、澎湖機場、望安機場、七美機場設有營運據點，每天提供離島固定航班，致力於離島間的客運業務。

## 簡介
德安航空的前身為達信航空，於1993年12月奉准籌設，1994年1月正式登記成立，以Kawasaki BK 117直昇機開始普通航空業務。
1996年7月，申請增資，並更名為「德安航空股份有限公司」，同時，引進貝爾412、貝爾430共計九架直昇機，當時機隊皆為直升機，於1997年1月16日，直昇機正式取得民用航空運輸業務執照〈直昇機〉，提供載客、貨運、郵件等運輸業務。
2005年6月8日德安航空首航，成為國內唯一跨足旋翼機與定翼機之民用航空運輸業者，於2010年獲得交通部民用航空局頒發國內航空公司服務評鑑之金翔獎榮耀。
2014年10月民航局重新招標離島航線經營者時為「次優申請人（最優申請人為全球通航空公司）」，2015年11月10日因最優申請人購機爭議，遭民航局取消資格後，德安航空遂爭取遞補為繼續經營業者。
2016年10月15日德安航空成功通過交通部民用航空局新飛機引進作業，使用4架加拿大維京航空（Viking Air）公司生產之19人座DHC-6 400 系列型飛機，並逐步汰換原本使用的多尼爾228型飛機，並於同年10月31日止，全面換裝新機營運。

## 航線及業務內容
- 川崎 BK-117（義大利語：MBB-Kawasaki BK 117）機隊：緊急醫療運送、吊掛作業、物資運補、空中照測、救災、地質測繪、私人包機和政府委託任務。
- DHC 6-400機隊：用於執行離島定期航班。
  - 臺東往返綠島、蘭嶼
  - 高雄往返望安、七美
  - 澎湖往返七美

| 出發地    | 機場         | 目的地     | 班次狀態                                            |
| --------- | ------------ | ---------- | --------------------------------------------------- |
| 高雄      | 高雄國際機場 | 七美、望安 | 高雄→七美：每日飛航2班 高雄→望安：每周一、五飛航1班 |
| 澎湖      | 澎湖機場     | 七美       | 七美→澎湖：每日飛航1班                              |
| 澎湖-七美 | 七美機場     | 高雄、澎湖 | 七美→高雄：每日飛航2班 七美→澎湖：每日飛航1班       |
| 澎湖-望安 | 望安機場     | 高雄       | 望安→高雄：每周一、五飛航1班                        |
| 台東      | 台東機場     | 綠島、蘭嶼 | 台東→綠島：每日飛航3班 台東→蘭嶼：每日飛航8班       |
| 台東-綠島 | 綠島機場     | 台東       | 綠島→台東：每日飛航3班                              |
| 台東-蘭嶼 | 蘭嶼機場     | 台東       | 蘭嶼→台東：每日飛航8班                              |

## 機隊

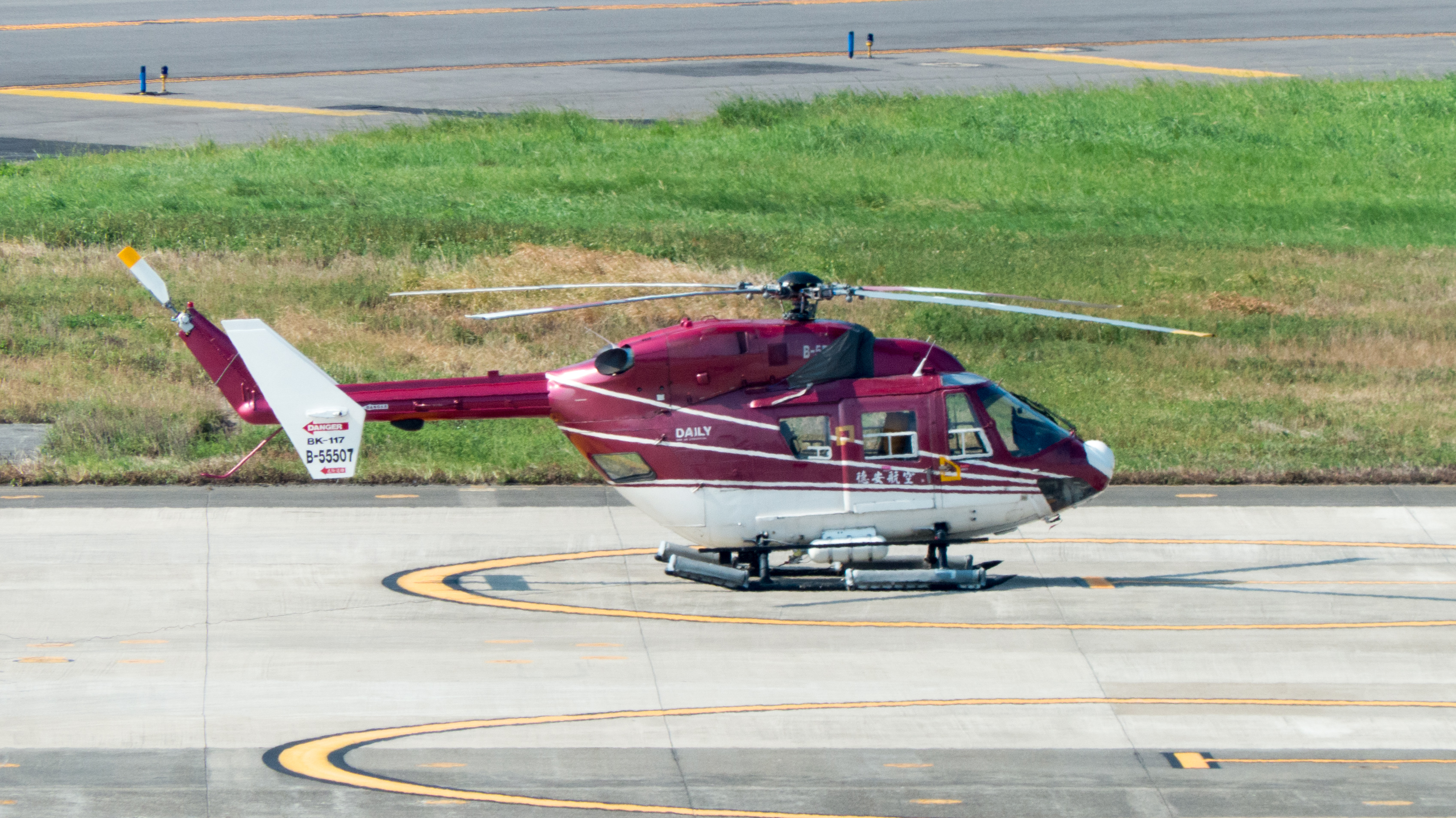
停靠在馬祖南竿機場的BK-117B-2直昇機

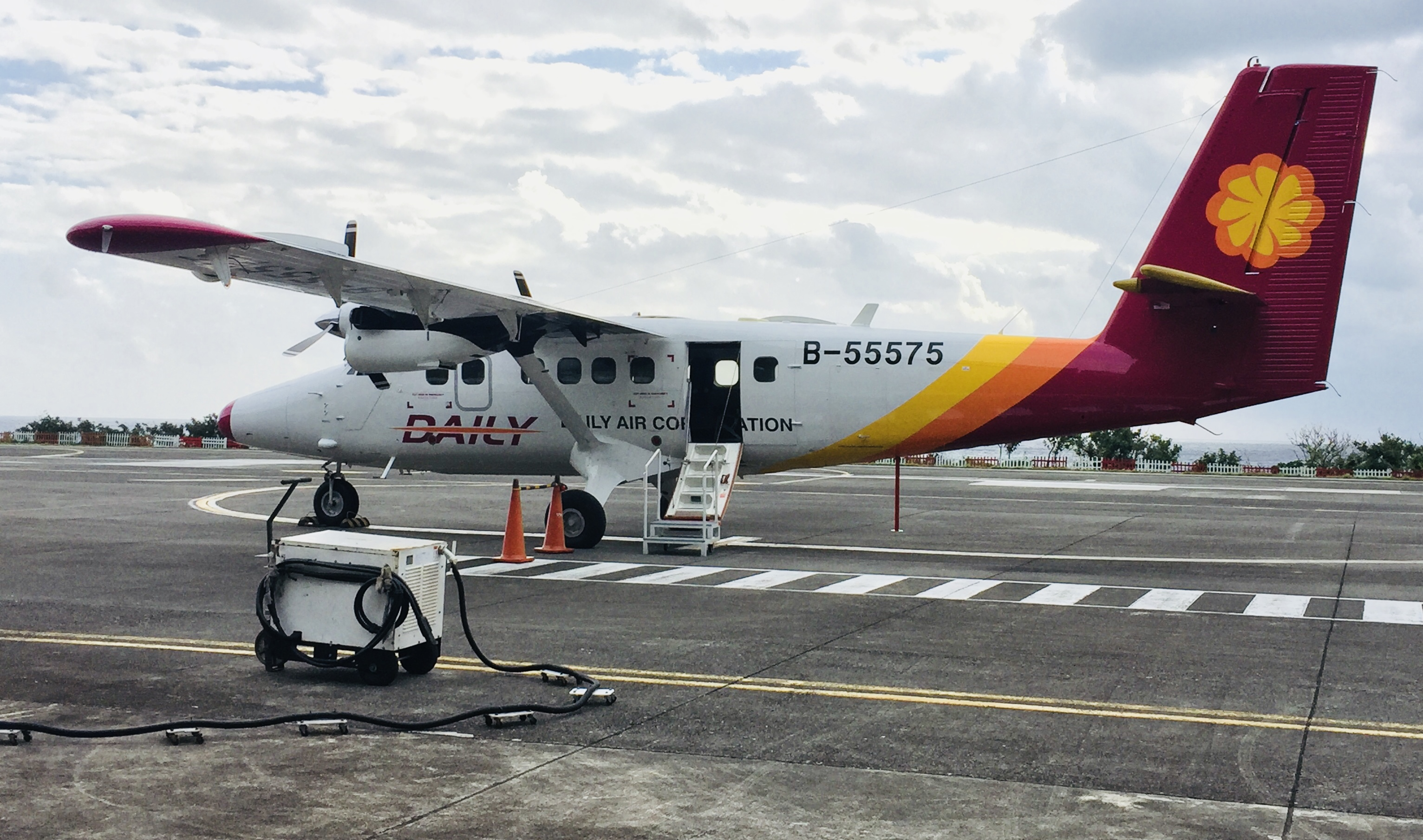
停靠在蘭嶼機場的DHC-6 400

德安航空現有DHC6-400型定翼機4架及Kawasaki BK-117直昇機2架。

### 退役機隊

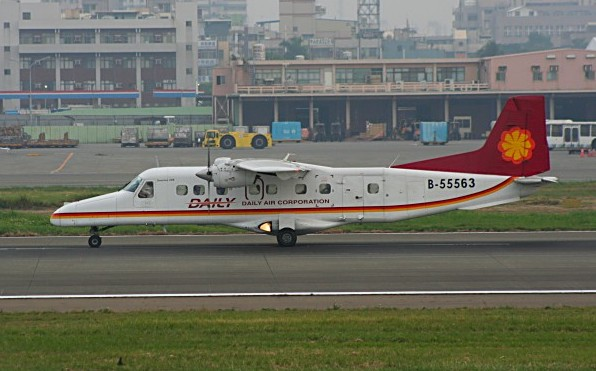
在高雄國際機場滑行的多尼爾228

## 飛安事件
- 2017年4月13日下午4時32分：一架機型為DHC-6-400系列，國籍標誌及登記號碼：B-55571。執飛下午4時10分由台東市豐年機場起飛至蘭嶼機場之定期航班，下午4時32時降落蘭嶼機場13跑道時偏出跑道後撞上機場旁護欄，航機的機翼、機鼻嚴重損壞。機上有2名飛航組員、1名機務員及16名乘客，其中4名乘客受到輕傷。[6]。調查報告指事故原因為航機落地時，可能受跑道上風切及飛航操作影響，航機呈左偏，正駕駛員意圖使用向右轉之差異推力改正左偏時，誤拉左動力手柄將左側反推力加大，致該機加劇向左偏轉，終致偏出跑道並撞擊機場圍籬[7]。
- 2022年11月29日下午3時10分：一架機型為DHC-6-400系列，國籍標誌及登記號碼：B-55573。執飛下午3時10分由澎湖馬公機場飛往七美機場之定期航班，因前面另一架航機剛起飛3分鐘，故塔台指示航機進入02跑道後暫停，等候起飛許可。但該班機的正駕駛因為剛完成訓練，副駕駛為教師機師，為了指導正駕駛觀察發動機儀表板，就請正駕駛踩住煞車進行教學。做了這個程序後正駕駛就照一般起飛程序執行，鬆開煞車並前推油門，正駕駛驚覺尚未獲頒許可起飛時並立即收回油門，塔台亦呼叫“Hold Position!”考量飛機性能及跑道長度，機師遂告知塔台由k3脫離跑道，再由k2進跑道起飛。[8]。事件調查中。